# Copa Paraíba de Futebol de 2012
A Copa Paraíba de 2012, oficialmente Copa Paraíba de Futebol Sub-21 de 2012, foi a 6ª edição da Copa Paraíba de Futebol, organizada e dirigido pela Federação Paraibana de Futebol. Inicialmente decidiria a segunda vaga do estado na Copa do Brasil de Futebol de 2013 (a outra pertencia ao campeão estadual, Campinense), mas o Sousa, segundo lugar no estadual, entrou no STJD e conquistou a vaga, pois de acordo com o regulamento específico da Copa do Brasil, as seletivas estaduais só são válidas quando têm a participação de um número mínimo de quatro clubes.
Embora todos os times qualificados para disputar a primeira divisão de 2013 e os dois que obtiveram acesso em 2012 estavam aptos a participar do certame, apenas 3 times confirmaram presença.

## Regulamento
O Campeonato foi disputado em dois turnos com jogos de ida e volta, os dois melhores colocados avançaram à fase seguinte, onde se enfrentaram em dois jogos de ida e volta, que definiram o campeão.

## Participantes
| Equipe   | Cidade         | Estádio          | Capacidade |
| -------- | -------------- | ---------------- | ---------- |
| Botafogo | João Pessoa    | Almeidão         | 20.000     |
| CSP      | João Pessoa    | Estádio da Garça | 5.000      |
| Treze    | Campina Grande | Amigão           | 20.000     |

## Classificação

### Ronda única (Ida e volta)
| Pos. | Equipe   | Pts | J | V | E | D | GP | GC | SG |
| ---- | -------- | --- | - | - | - | - | -- | -- | -- |
| 1º   | Botafogo | 10  | 4 | 3 | 1 | 0 | 6  | 2  | +4 |
| 2º   | CSP      | 4   | 4 | 1 | 1 | 2 | 3  | 5  | -2 |
| 3º   | Treze    | 2   | 4 | 0 | 2 | 2 | 2  | 4  | -2 |

|  |                               |
|  | Zona de classificação à Final |

## Finais
Decidirá em casa o time de melhor pontuação na classificação geral.
| 10 de novembro | CSP            | 2 - 1 | Botafogo-PB | Estádio da Garça, João Pessoa |
| 17:00          | Soares 65' 38' |       | Rafael 46'  | Árbitro: Roberto Lima         |

| 17 de novembro | Botafogo-PB   | 1 – 1 | CSP       | Estádio da Garça, João Pessoa              |
| 16h00          | Joálisson 78' |       | Rhair 25' | Público: 1,688 Torcedores Renda: R$ 15.000 |

## Premiação
| Copa Paraíba 2012       |
| ----------------------- |
| CSP campeão (1º título) |

## Média de Público
1-Botafogo-PB 562 torcedores
2-CSP 77 torcedores 
3-Treze 49 torcedores